# لیبرتی میچوال

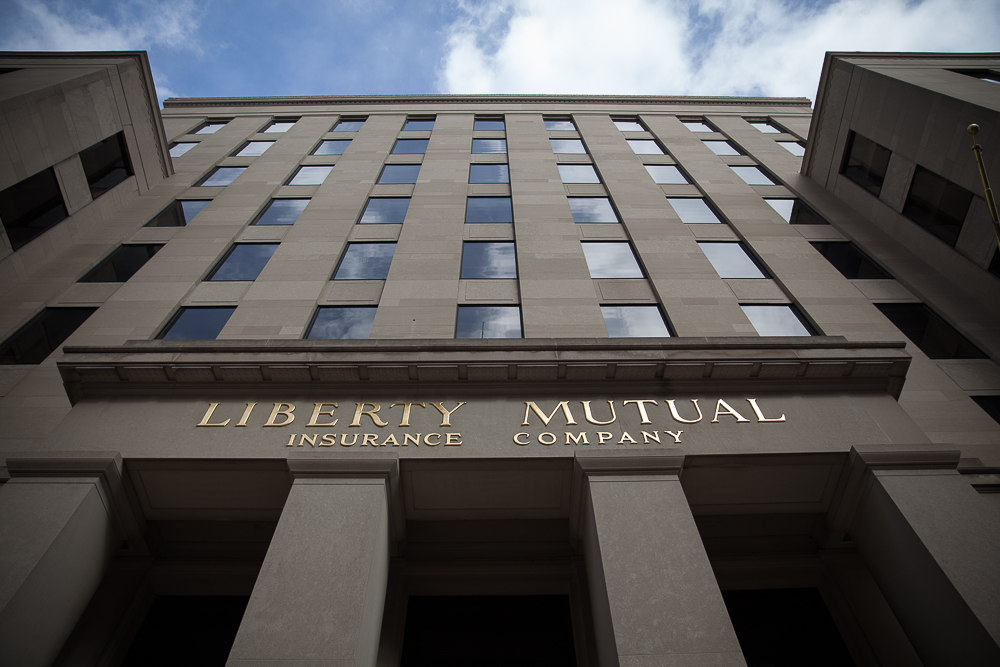
ساختمان مرکزی لیبرتی میچوال، در بوستون، ماساچوست

لیبرتی میچوال (به انگلیسی: Liberty Mutual) شرکت هلدینگ بیمه آمریکایی است، که در زمینه ارائه خدمات بیمه اتومبیل، بیمه اموال و املاک، بیمه‌های تلفات و بیمه مسئولیت فعالیت می‌کند و به‌عنوان سومین ارائه‌کننده خدمات بیمه در آمریکا شناخته می‌شود. دفتر مرکزی این شرکت در شهر بوستون، ماساچوست قرار دارد.
شرکت لیبرتی میچوال در سال ۱۹۱۲ تأسیس شد و در حال حاضر دارای بیش از ۹۰۰ دفتر در کشورهای آرژانتین، برزیل، شیلی، جمهوری خلق چین، کلمبیا، هند، لهستان، پرتغال، روسیه، سنگاپور، اسپانیا، تایلند، ترکیه، بریتانیا، ونزوئلا و ویتنام می‌باشد. لیبرتی میچوال در سال ۲۰۱۹ در فهرست فرچون ۵۰۰ در رتبه ۷۵ از بزرگترین شرکت‌های ایالات متحده آمریکا قرار داشت.